# Quercus brandegeei
Quercus brandegeei — вид рослин з родини букових (Fagaceae); ендемік штату Нижня Каліфорнія — Мексика.

## Опис
Це середніх розмірів вічнозелене дерево середньої висоти 10–12 метрів.

## Поширення й екологія
Ендемік штату Нижня Каліфорнія — Мексика.
Росте на піщаних ґрунтах, прилеглих до ефемерних русел річок; на висотах 0–1000 м.

## Використання
Q. brandegeei збирають на деревне вугілля і використовують для заборів. Його жолуді солодкі, їстівні, їх збирають і продають на місцевому рівні.

## Загрози
Відсутність регенерації є найбільшою загрозою для цього виду. Дослідники вважають, що це зумовлено посухами, які погіршуються зміною клімату. Надмірний випас худоби також є значною загрозою для рослинності в цій місцевості. Розведення великої рогатої худоби є одним з найбільших джерел доходу для місцевих громад. Надмірна заготівля деревного вугілля та паливної деревини також є потенційною загрозою.

## Охорона
Q. brandegeei не є предметом жодних відомих активних природоохоронних проектів. Приблизно 30% його популяції перебувають у біосферному заповіднику Reserva de la Biosphera Sierra La Laguna. Однак опублікований у 2003 році звіт Комісії про програму управління зазначає, що випас худоби в заповіднику є значною проблемою. Крім того, збирання рослин все ще відбувається законно і незаконно в межах заповідника. Нестача персоналу та організаційної інфраструктури заважає ефективному забезпеченню будь-якого захисту біорізноманіття заповідника.